# Volvent
Volvent ist eine französische Gemeinde mit 36 Einwohnern (Stand 1. Januar 2022) im Süden des Départements Drôme in der Region Auvergne-Rhône-Alpes. Sie gehört zum Kanton Le Diois und zum Kommunalverband Pays Diois.

## Geografie
Volvent liegt etwa 30 Kilometer nordöstlich von Nyons.

## Bevölkerungsentwicklung
| Jahr                       | 1962 | 1968 | 1975 | 1982 | 1990 | 1999 | 2006 | 2016 |
| Einwohner                  | 49   | 39   | 30   | 24   | 23   | 26   | 41   | 34   |
| Quellen: Cassini und INSEE |      |      |      |      |      |      |      |      |